# イソフラボン 4'-O-メチルトランスフェラーゼ
イソフラボン 4'-O-メチルトランスフェラーゼ(Isoflavone 4'-O-methyltransferase、EC 2.1.1.46)は、以下の化学反応を触媒する酵素である。
S-アデノシル-L-メチオニン + イソフラボン{\displaystyle \rightleftharpoons }S-アデノシル-L-ホモシステイン + 4'-O-メチルイソフラボン
従って、この酵素の2つの基質はS-アデノシル-L-メチオニンと5,6,3',4'-テトラヒドロキシ-3,7-ジメトキシフラボイソフラボン、2つの生成物はS-アデノシル-L-ホモシステインと4'-O-メチルイソフラボンである。
この酵素は、転移酵素、特に1炭素基を転移させるメチルトランスフェラーゼのファミリーに属する。系統名は、S-アデノシル-L-メチオニン:イソフラボン 4'-O-メチルトランスフェラーゼ(S-adenosyl-L-methionine:isoflavone 4'-O-methyltransferase)である。この酵素は、イソフラボノイド生合成に関与している。